# Remigija Nazarovienė
Remigija Nazarovienė z domu Sablovskaitė (ur. 2 czerwca 1967 w Aszchabadzie) – litewska lekkoatletka, która specjalizowała się w wielobojach.
Trzykrotna olimpijka: Seul 1988 (5. miejsce w siedmioboju), uczestniczka igrzysk olimpijskich w Barcelonie w roku 1992 (14. miejsce), Atlanta 1996 (10. lokata). Dwukrotna uczestniczka mistrzostw Europy – Helsinki (1994) i Budapeszt (1998). Brązowa medalistka mistrzostw świata w 1997 roku. Dwa lata później na imprezie tej samej rangi zajęła miejsce ósme. Czwarta zawodniczka halowych mistrzostw świata w 1999 roku. Rekord życiowy w siedmioboju: 6604 pkt (11 czerwca 1989, Briańsk; wynik ten jest aktualnym rekordem Litwy). Obecnie pracuje jako trenerka w Estonii.

## Odznaczenia
- Krzyż Komandorski Orderu Wielkiego Księcia Giedymina – 1997[3]